# يونغ جون ألين
يونغ جون ألين (بالإنجليزية: Young John Allen)‏ هو مؤلف وكاتب أمريكي، ولد في 3 يناير 1836 في مقاطعة بورك في الولايات المتحدة، وتوفي في 30 مايو 1907 في شانغهاي في الصين.